# Baker Rifle
Die Baker Rifle ist eine Büchse, die von den Scharfschützenregimentern, den sogenannten Riflemen, der British Army während der Napoleonischen Kriege eingesetzt wurde. Im Gegensatz zu den damals üblichen Musketen verfügte die Baker Rifle über einen gezogenen Lauf. Entwickelt wurde sie vom Londoner Waffenschmied Ezekiel Baker. Sie wurde um 1802 eingeführt.

## Bedienung
Die Baker Rifle konnte, wie alle Vorderladerbüchsen, aufgrund des gezogenen Laufes nicht so schnell nachgeladen werden wie eine Muskete. Auch in den Händen eines geübten Schützen ließ sie höchstens zwei Schuss pro Minute zu. In Sachen Reichweite jedoch übertraf sie die Musketen bei weitem. Ihre Reichweite lag bei über 300 Metern, die Kernschussweite bei 100 Metern. Die Riflemen in ihren grünen Uniformen waren die Einheit aus Scharfschützen der damaligen British Army und der King’s German Legion. Sie waren vor allem darauf gedrillt, feindliche Offiziere zu töten.
Mit einem Baker Rifle bewaffnet, soll der Schütze Thomas Plunkett vom 1. Bataillon der 95th Rifles während des Krieges auf der Iberischen Halbinsel den französischen General Auguste François-Marie de Colbert-Chabanais aus einer unbekannten großen Entfernung erschossen haben, manche Quellen berichten aber von 600 yards (rd. 550 m). Es war kein Glücksschuss gewesen, denn er erschoss danach einen dem General zu Hilfe eilenden Soldaten ebenfalls aus dieser Entfernung.